# 북위 40도
북위 40도는 적도에서 40도 북쪽을 지나는 위선이다. 유럽, 지중해, 아시아, 태평양, 북아메리카, 대서양을 지난다.
본초 자오선에서 동쪽 방향으로, 북위 40도선은 다음 지역을 지난다.
| 좌표                                                    | 나라, 지역, 해역       | 주석 |
| ------------------------------------------------------- | ---------------------- | --- |
| 북위 40° 0′ 동경 0° 0′  / 북위 40.000° 동경 0.000°      | 스페인                 | |
| 북위 40° 0′ 동경 0° 2′  / 북위 40.000° 동경 0.033°      | 지중해                 | 스페인의 마요르카섬 바로 북쪽을 지난다. |
| 북위 40° 0′ 동경 3° 48′  / 북위 40.000° 동경 3.800°     | 스페인                 | 메노르카섬 |
| 북위 40° 0′ 동경 4° 13′  / 북위 40.000° 동경 4.217°     | 지중해                 | |
| 북위 40° 0′ 동경 8° 24′  / 북위 40.000° 동경 8.400°     | 이탈리아               | 사르데냐섬 |
| 북위 40° 0′ 동경 9° 42′  / 북위 40.000° 동경 9.700°     | 지중해                 | 티레니아해 |
| 북위 40° 0′ 동경 15° 20′  / 북위 40.000° 동경 15.333°   | 이탈리아               | |
| 북위 40° 0′ 동경 15° 26′  / 북위 40.000° 동경 15.433°   | 지중해                 | 폴리카스트로만 |
| 북위 40° 0′ 동경 15° 41′  / 북위 40.000° 동경 15.683°   | 이탈리아               | |
| 북위 40° 0′ 동경 16° 37′  / 북위 40.000° 동경 16.617°   | 지중해                 | 타란토만 |
| 북위 40° 0′ 동경 18° 0′  / 북위 40.000° 동경 18.000°    | 이탈리아               | |
| 북위 40° 0′ 동경 18° 25′  / 북위 40.000° 동경 18.417°   | 지중해                 | 오트란토 해협 |
| 북위 40° 0′ 동경 19° 53′  / 북위 40.000° 동경 19.883°   | 알바니아               | |
| 북위 40° 0′ 동경 20° 23′  / 북위 40.000° 동경 20.383°   | 그리스                 | |
| 북위 40° 0′ 동경 22° 37′  / 북위 40.000° 동경 22.617°   | 에게해                 | |
| 북위 40° 0′ 동경 23° 23′  / 북위 40.000° 동경 23.383°   | 그리스                 | 카산드라반도와 시토니아반도 |
| 북위 40° 0′ 동경 24° 0′  / 북위 40.000° 동경 24.000°    | 에게해                 | |
| 북위 40° 0′ 동경 25° 6′  / 북위 40.000° 동경 25.100°    | 그리스                 | 림노스섬 |
| 북위 40° 0′ 동경 25° 26′  / 북위 40.000° 동경 25.433°   | 에게해                 | |
| 북위 40° 0′ 동경 26° 11′  / 북위 40.000° 동경 26.183°   | 튀르키예               | 앙카라의 바로 북쪽을 지난다. |
| 북위 40° 0′ 동경 44° 24′  / 북위 40.000° 동경 44.400°   | 아르메니아             | |
| 북위 40° 0′ 동경 45° 36′  / 북위 40.000° 동경 45.600°   | 아제르바이잔           | 나고르노카라바흐 공화국을 지난다. |
| 북위 40° 0′ 동경 49° 27′  / 북위 40.000° 동경 49.450°   | 카스피해               | |
| 북위 40° 0′ 동경 52° 46′  / 북위 40.000° 동경 52.767°   | 투르크메니스탄         | |
| 북위 40° 0′ 동경 62° 26′  / 북위 40.000° 동경 62.433°   | 우즈베키스탄           | |
| 북위 40° 0′ 동경 68° 48′  / 북위 40.000° 동경 68.800°   | 타지키스탄             | |
| 북위 40° 0′ 동경 69° 31′  / 북위 40.000° 동경 69.517°   | 키르기스스탄           | |
| 북위 40° 0′ 동경 70° 32′  / 북위 40.000° 동경 70.533°   | 타지키스탄             | 약 9 km |
| 북위 40° 0′ 동경 70° 39′  / 북위 40.000° 동경 70.650°   | 키르기스스탄           | |
| 북위 40° 0′ 동경 71° 5′  / 북위 40.000° 동경 71.083°    | 우즈베키스탄           | 소흐 월경지 - 약 7 km |
| 북위 40° 0′ 동경 71° 10′  / 북위 40.000° 동경 71.167°   | 키르기스스탄           | |
| 북위 40° 0′ 동경 71° 48′  / 북위 40.000° 동경 71.800°   | 우즈베키스탄           | 쇼히마르돈 월경지 - 약 4 km |
| 북위 40° 0′ 동경 71° 50′  / 북위 40.000° 동경 71.833°   | 키르기스스탄           | |
| 북위 40° 0′ 동경 73° 58′  / 북위 40.000° 동경 73.967°   | 중화인민공화국         | 신장 위구르 자치구 간쑤성 내몽골 자치구 산시성 (산서성) 허베이성 베이징시(도심의 바로 북쪽을 지난다) 허베이성 톈진시 허베이성 랴오닝성(약 8km)        |
| 북위 40° 0′ 동경 119° 54′  / 북위 40.000° 동경 119.900° | 황해                   | 랴오둥 만 |
| 북위 40° 0′ 동경 121° 53′  / 북위 40.000° 동경 121.883° | 중화인민공화국         | 랴오닝성(랴오둥반도) |
| 북위 40° 0′ 동경 124° 21′  / 북위 40.000° 동경 124.350° | 조선민주주의인민공화국 | 평안북도 평안남도 자강도 평안남도 함경남도 |
| 북위 40° 0′ 동경 127° 57′  / 북위 40.000° 동경 127.950° | 동해                   | 홍원만 |
| 북위 40° 0′ 동경 128° 10′  / 북위 40.000° 동경 128.167° | 조선민주주의인민공화국 | 마양도 |
| 북위 40° 0′ 동경 128° 13′  / 북위 40.000° 동경 128.217° | 동해                   | |
| 북위 40° 0′ 동경 139° 54′  / 북위 40.000° 동경 139.900° | 일본                   | 혼슈섬(아키타현, 이와테현) |
| 북위 40° 0′ 동경 141° 57′  / 북위 40.000° 동경 141.950° | 태평양                 | |
| 북위 40° 0′ 서경 124° 1′  / 북위 40.000° 서경 124.017°  | 미국                   | 캘리포니아주 네바다주 유타주 콜로라도주 네브래스카주/캔자스주 경계 미주리주 일리노이주 인디애나주 오하이오주 웨스트버지니아주 펜실베이니아주 뉴저지주 |
| 북위 40° 0′ 서경 74° 3′  / 북위 40.000° 서경 74.050°    | 대서양                 | 포르투갈 아소르스 제도의 코르부섬 바로 북쪽을 지난다.                                                                                                 |
| 북위 40° 0′ 서경 8° 55′  / 북위 40.000° 서경 8.917°     | 포르투갈               | |
| 북위 40° 0′ 서경 6° 51′  / 북위 40.000° 서경 6.850°     | 스페인                 | |

## 미국

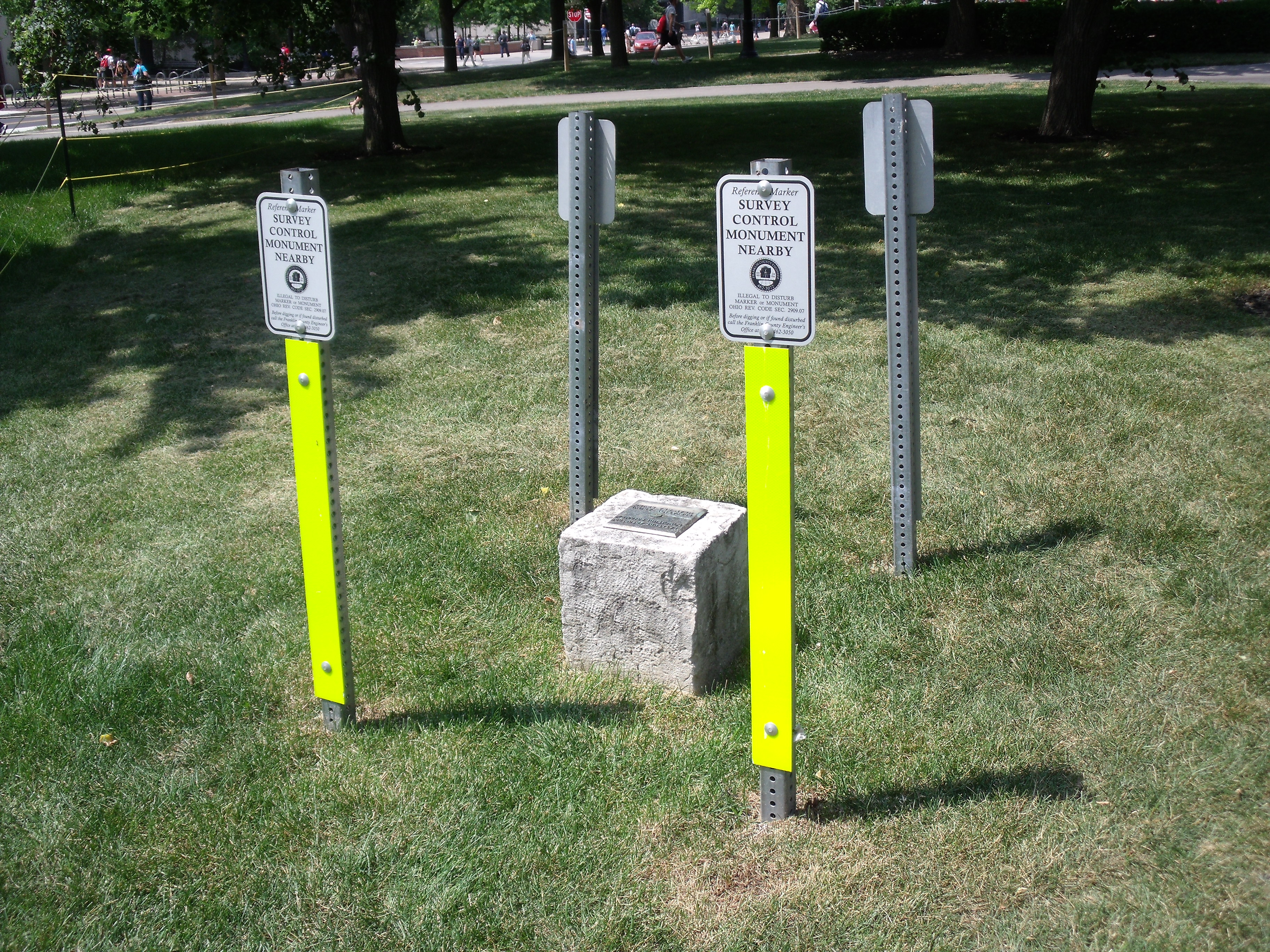
오하이오 주립 대학교의 표석

북위 40도는 미국 캔자스주와 네브래스카주의 주 경계이다. 캔자스 준주와 네브래스카 준주는 1854년 5월 30일에 통과된 캔자스·네브래스카 법에 따라 북위 40도를 경계로 만들어졌으며 두 준주가 노예 제도를 허용할 지의 여부는 주민 투표를 통해 결정하도록 했다. 캔자스를 노예주로 할 지, 자유주로 할 지에 대한 논란은 노예제 찬성론자와 반대론자의 충돌을 가져왔고, 결국 남북 전쟁의 빌미가 되었다.

## 같이 보기
- 북위 39도
- 북위 41도